# Ékfarkú tündérkolibri
Az ékfarkú tündérkolibri (Oreotrochilus adela) a madarak osztályának sarlósfecske-alakúak (Apodiformes)  rendjébe és a kolibrifélék (Trochilidae) családjába tartozó faj.

## Rendszerezése
A fajt Alcide d’Orbigny és Frédéric de Lafresnaye írták le 1838-ban, a Trochilus nembe Trochilus adela néven.

## Előfordulása
Az Andok középső részén, Argentína és Bolívia területén honos. Természetes élőhelyei a szubtrópusi és trópusi hegyi esőerdők és magaslati cserjések. Állandó, nem vonuló faj.

## Megjelenése
Testhossza 13 centiméter.
|  |

## Természetvédelmi helyzete
Az elterjedési területe nem nagy és csökken, egyedszáma is gyorsan csökken. A Természetvédelmi Világszövetség Vörös listáján mérsékelten fenyegetett fajként szerepel.